# 1992 год в авиации
Список событий в авиации в 1992 году.

## События

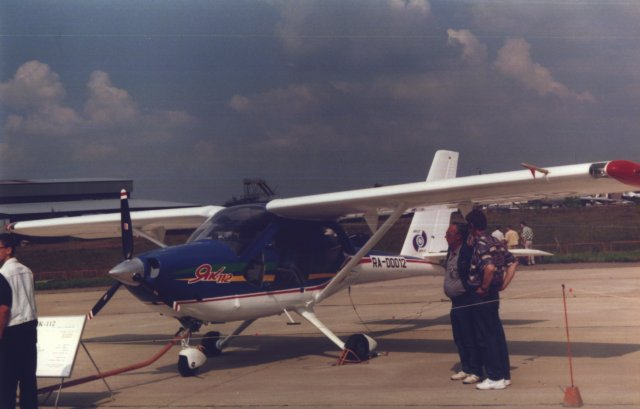
Як-112

- 20 октября — первый полёт лёгкого многоцелевого самолёта Як-112.

### Без точной даты
- В Мюнхене закрыт аэропорт Мюнхен-Рим.

## Персоны

### Скончались
- 7 июня — Колдунов, Александр Иванович, советский военный и государственный деятель, главный маршал авиации СССР, дважды герой Советского Союза; в годы Великой Отечественной войны — один из лучших советских асов-истребителей. Самый результативный ас из числа воевавших на истребителях «Як».
- 12 сентября — Баландин, Сергей Степанович, советский конструктор авиационных двигателей.
- 17 декабря — Серафима Тарасовна Амосова, лётчица, участница Великой Отечественной войны, заместитель командира 46-го Таманского гвардейского ночного легкобомбардировочного полка по лётной части, гвардии майор.